# زيدان (اسم)
زيدان هو اسم علم مذكر من أصل عربي، ومعناه هو مثنى زيد.

## شخصيات تحمل الاسم
- زيدان ابوالمكارم
- زيدان الصغير بن إسماعيل
- زيدان الناصر بن أحمد (سياسي مغربي، عقد 1500 – 1 سبتمبر 1627)
- زيدان إبراهيم (1943 – 2011)
- زيدان بن إسماعيل (1672 – )
- زيدان عطشي (سياسي إسرائيلي، 10 مايو 1940 – )
- زيدان علي علي زيدان دهشوش (سياسي يمني، 1966 – )
- زيدان مباراكو (لاعب كرة قدم جزائري، 3 يناير 1989[3] – )
- زيدان يوسف (1964 – 6 أبريل 1990)
- زيدان إقبال

## وصلات خارجية
- موسوعة السلطان قابوس لأسماء العرب نسخة محفوظة 5 أبريل 2019 على موقع واي باك مشين.